# Svartholmen (Sveio)
Ne doit pas être confondu avec Svartholmen ou Svartholmen (Øygarden).
Svartholmen est une île norvégienne dans le landskap Sunnhordland du comté de Vestland. Elle appartient administrativement à Sveio.

## Géographie
Rocheuse et couverte de bosquets, elle s'étend sur environ 147 m de longueur pour une largeur approximative de 46 m. 